# Moyencourt-lès-Poix
 Moyencourt-lès-Poix  es una comuna y población de Francia, en la región de Picardía, departamento de Somme, en el distrito de Amiens y cantón de Poix-de-Picardie..
Su población en el censo de 1999 era de 159 habitantes.
Está integrada en la Communauté de communes du Sud-Ouest Amiénois .

## Demografía
| 148 | 153 | 171 | 172 | 159 | 159 |
| Para los censos de 1962 a 1999 la población legal corresponde a la población sin duplicidades (Fuente: INSEE [Consultar]) |     |     |     |     |     |

- Datos: Q430853
- Multimedia: Moyencourt-lès-Poix / Q430853

1. ↑  Worldpostalcodes.org, código postal n.º 80290.
2. ↑  INSEE, Datos de población para el año 2012 de Moyencourt-lès-Poix (en francés).